# Гланц, Томаш
Тома́ш Гланц (чеш. Tomáš Glanc; род. 15 марта 1969[…], Прага[…]) — чешский филолог-славист.

## Биография
Томаш Гланц окончил Карлов университет (1992), в 1994—1996 гг. в докторантуре Констанцского университета. Докторская диссертация «Ви́дение русских авангардов» (1996, опубликована как монография 1999). С 1993 г. научный сотрудник Карлова университета, с 2000 г. руководитель исследовательского центра сравнительной поэтики, в 2002—2003 гг. возглавлял Институт славистики и Восточной Европы в его составе. С 2004 г. также научный сотрудник Центра аудиовизуальных исследований при пражской Киноакадемии, с 2007 г. научный сотрудник Исследовательского центра Восточной Европы Бременского университета. В 2006—2007 гг. возглавлял Чешский культурный центр в городе Москве.
Подготовил новое издание сборника трудов Романа Якобсона «Формальная школа и современное русское литературоведение» (чеш. Formalistická škola a dnešní literární věda ruská; 2005), чешские издания «Записок из подполья» Ф. М. Достоевского, произведений А. П. Чехова, К. Малевича, Ю. Мамлеева. Автор предисловия к чешскому изданию произведений Владимира Сорокина и послесловия к чешскому переводу романа Виктора Пелевина «Чапаев и Пустота», а также статей о творчестве Владимира Набокова, Иосифа Бродского, Андрея Монастырского, Ильи Кабакова и др.
Член редакционных коллегий и советов ряда изданий, в том числе журнала «Новое литературное обозрение» (Москва) и «Svetová Literatura» (Прага).

## Награды и премии
- Международная отметина имени отца русского футуризма Давида Бурлюка[4]